# Nikolai Pawlowitsch Dilezki
Nikolai Pawlowitsch Dilezki (russisch Николай Павлович Дилецкий, ukrainisch Микола Дилецкий; Mikolaj Dilecki, Mikołaj Pawłowicz Dilecki, Nikolay Diletsky; * um 1630 in Kiew; † 1681 in Moskau) war ein ukrainisch-russischer Musiktheoretiker und Komponist.
Dilezki studierte 1651 bis 1658 in Warschau und danach in Vilnius. Seit 1678 lebte er als Chorleiter und Musiklehrer in Moskau. Sein Kompositionslehrbuch Musikalische Grammatik (Grammatika musikiyskago peniya) bildete eine entscheidende Grundlage für die Reform des russischen Kirchengesanges durch den Patriarchen Nikon. Er komponierte geistliche Konzerte, die seine Kenntnis der westeuropäischen Musikkultur zeigen.

## Werke
- Grammatika musikijskogo penija (Грамматика мусикийского пения, „Die Grammatik einer Melodie“, Smolensk, 1677)
- Ideja grammatikii musikijskoi (Идея грамматикии мусикийской, „Die Idee einer musikalischen Grammatik“, Moskau, 1679)
- Grammatika penija musikijskogo (Грамматика пения мусикийского, Moskau, 1681)